# Kanitz (Familienname)
Kanitz ist der Familienname folgender Personen:
- Alexander von Kanitz (1848–1940), deutscher Generalleutnant
- Anja von Kanitz (* 1964), deutsche Sachbuchautorin
- August von Kanitz (1783–1852), deutscher Generalleutnant
- August Kanitz (1843–1896), österreichischer Botaniker
- Charlotte Kanitz (1773–1826), deutsche Schriftstellerin
- Christa Kanitz (1928–2015), deutsche Schriftstellerin
- Christoph Albrecht von Kanitz (1653–1711), deutscher Generalmajor
- Christoph Heinrich von Kanitz (1664–1718), deutscher Generalleutnant
- Elias von Kanitz (1617–1674), kurbrandenburger Offizier
- Erich Kanitz (1899–1932), deutscher Widerstandskämpfer
- Ernst Kanitz (1896–1942), österreichischer Konzertagent
- Felix Philipp Kanitz (1829–1904), österreichischer Naturforscher, Archäologe und Völkerkundler
- Friedrich Wilhelm von Kanitz (1656–1719), deutscher Beamter und Burggraf
- Georg von Kanitz (1842–1922), deutscher Hofmarschall und Politiker, MdR
- Georg von Kanitz (Diplomat) (1877–1916), deutscher Jurist, Heeresoffizier, Diplomat, Legationsrat und Militärattaché
- Gerhard Graf von Kanitz (1884–1949), deutscher Gutsbesitzer und Politiker (DNVP, DVP)
- Hans von Kanitz (Politiker) (1841–1913), deutscher Jurist und Politiker, MdR
- Hans Graf von Kanitz (1893–1968), deutscher Generalmajor, Begründer des „Sternbriefkreises“ christlicher Offiziere
- Hans Wilhelm von Kanitz (1692–1775), deutscher Generalleutnant
- Joachim Kanitz (1910–1996), deutscher Pfarrer
- Johann Gottlieb Kanitz (1815–1899), deutscher Imker, Erfinder des Kanitzkorbes
- Katrin Kanitz (* um 1970), deutsche Eiskunstläuferin
- Luise Kanitz (1908–1976), österreichische Pianistin
- Marianne Kanitz (1867–nach 1900), österreichische Opernsängerin (Mezzosopran), siehe Marianne Markan
- Nico Kanitz (* 1980), deutscher Fußballspieler
- Otto Felix Kanitz (1894–1940), österreichischer Pädagoge, Schriftsteller und Politiker
- Otto Ludwig von Kanitz (1661–1724), deutscher Oberst der Kavallerie
- Rolf Kanitz (vor 1941–nach 1947), deutscher Fußballspieler
- Rudolf von Kanitz (1822–1902), deutscher Generalleutnant
- Samuel Friedrich von Kanitz (1690–1762), deutscher Kammerherr, Amtshauptmann und Schloss-Erbauer
- Steffen Kanitz (* 1984), deutscher Politiker (CDU)
- Steve Kanitz (* 1974), deutscher Kommunalpolitiker (SPD)
- Victoria Tugendreich von Kanitz (1657–1717), deutsche Adlige und Mäzenin
- Werner Kanitz (1944–1996), deutscher Schauspieler
- Wilhelm von Kanitz (1846–1912), deutscher Generalleutnant